# Paul Coelestin Ettighoffer
Paul Coelestin (P. C.) Ettighoffer (* 14. April 1896 in Colmar, Reichsland Elsaß-Lothringen, Deutsches Reich; † 15. Oktober 1975 in Zülpich) war ein deutscher Schriftsteller. Ein Pseudonym von ihm ist auch Frank Löhr von Wachendorf.

## Leben
Ettighoffer war bäuerlicher Abkunft und wuchs zunächst bei seinen Großeltern auf, bis er später in ein Waisenhaus gegeben wurde. Aufgrund seiner Begabung wurde ihm der Besuch eines von Jesuiten geleiteten Gymnasiums in Mons in Belgien ermöglicht. 1914 meldete er sich als Freiwilliger für die Kaiserliche Armee im Ersten Weltkrieg und wurde mehrfach verwundet. Zunächst kämpfte er an der Westfront. Nach einem Lazarettaufenthalt absolvierte er in Elsenborn unter anderem eine Ausbildung zum Scharfschützen. Im Mai 1916 wurde Ettighofer wie fast alle Elsässer, denen man als ehemaligen französischen Staatsbürgern nicht traute, an die Ostfront verlegt. Dort kämpfte seine Einheit bei Illuxt nahe Dünaburg. Im Sommer 1916 wurde Ettighoffers Regiment zur Abwehr der Brussilow-Offensive nach Galizien verlegt. Die Februarrevolution erlebte er wieder im Baltikum. Im Frühling 1917 kam er wieder an die Westfront und wurde in der Nähe von Verdun, am Toten Mann, eingesetzt. Im Sommer 1918 geriet Ettighoffer, während der Zweiten Marneschlacht schwer verwundet, in französische Kriegsgefangenschaft. Sein Infanteriezug wurde dabei vollständig aufgerieben, Ettighoffer war der einzige Überlebende.
Ettighoffers Erlebnisse im Krieg und in Gefangenschaft wurden das Thema seiner erfolgreichsten Romane. Er war in den 1930er Jahren und während des Zweiten Weltkrieges ein Autor vielgelesener Kriegsromane, die zu großen Teilen autobiographisch waren. Beeinflusst zunächst von Erich Maria Remarques Im Westen nichts Neues, befasste er sich mit kriegskritischen Themen. Später näherte sich sein Werk der nationalsozialistischen Ideologie an: Ettighoffer propagierte nun Militanz und Obrigkeitsgläubigkeit. Seine Bücher erschienen seit Mitte der 1930er Jahre im Bertelsmann-Verlag.
Mit dem Frontroman Gespenster am Toten Mann (1931) schrieb Ettighoffer, selbst Stoßtruppführer im Ersten Weltkrieg, bereits 1931 seinen ersten Bestseller. Der Roman galt als literarische Antwort der politischen Rechten auf Remarques Im Westen nichts Neues: „Im Osten gibt es aber auch gar nichts Neues!“, heißt es in Gespenster am Toten Mann augenzwinkernd. In diesem Roman findet man aber auch das Résumé: Das größte Verbrechen an der Menschheit ist der Krieg. Bei allen Gräueln bleibt der Krieg bei Ettighoffer ein heldenhaftes Geschehen, die Millionen Toten sind ihm lediglich „eine Summe von Selbstopferung und Heldenmut.“ Und: „Der Mensch ist nichts, das Ganze ist alles.“ Alf Mentzer und Hans Sarkowicz schreiben über seinen Roman Erschossen zu Nanzig. Das aufrechte Leben und heldenhafte Sterben eines deutschen Mannes: „Der rassistische und antisemitische Roman, der den Haß gegen Frankreich schüren und einen neuen nationalsozialistischen Märtyrer schaffen sollte, war dem berüchtigten Gauleiter von Baden gewidmet. Ettighoffer verteidigte darin auch die Pogrome gegen die jüdische Bevölkerung in Frankreich.“
In zwei Kolonialbüchern von 1938 und 1943 setzt Ettighoffer für seine Darstellung der deutschen „Herrenrasse ... als Kulisse die Farbigen“ ein. Die Inder in Ostafrika bezeichnet er als „Vampire“, die mittels ihrer „semitischen Augen“ ihre „Opfer“ willfährig machten. 
Ettighoffer wurde im Zweiten Weltkrieg zwar als Offizier in die Wehrmacht eingezogen, aber als erfolgreicher Autor erst gegen Ende des Krieges an der Front eingesetzt. Dabei geriet er in britische Kriegsgefangenschaft.
Nach seiner Entlassung 1946 lebte Ettighoffer auf einem kleinen Bauernhof im kleinen Ort Niederkastenholz, seit 1969 Stadtteil von Euskirchen. Ab 1949 schrieb er für die Kölnische Rundschau und veröffentlichte auch Romane, denen aber ein Erfolg versagt blieb. Ettighoffer schrieb zahlreiche Auftrags-Jubiläumsschriften für Industrieunternehmen (z. B. Chronik der Firma H. J. Bünder, Euskirchen. 100 Jahre zähes Schaffen. 1855–1955) und veröffentlichte auch technische Werke.
In der Sowjetischen Besatzungszone und der DDR wurden zahlreiche von ihm verfasste und herausgegebene Schriften auf die Liste der auszusondernden Literatur gesetzt.
Paul Coelestin Ettighoffer starb im Alter von 79 Jahren. In Großbüllesheim ist seit 1980 eine Straße nach ihm benannt.

## Auszeichnungen und Ehrungen
- Eisernes Kreuz I. Klasse
- Eisernes Kreuz II. Klasse[13]

- 1941 Erwin von Steinbach-Preis

## Werke
- Gespenster am Toten Mann., Gilde-Verlag, Köln 1931, DNB 573931615.
- Von der Teufelsinsel zum Leben Das tragische Grenzländerschicksal des Elsässers Alfons Paoli Schwartz., Gilde-Verlag, Köln 1932, DNB 573932034.
- Feldgrau schafft Dividende, Gilde-Verlag, Köln 1932, DNB 573931585. (späterer Titel: Das gefesselte Heer. Meine Kriegsgefangenschaft)
- Servus Kumpel, Gilde-Verlag, Köln 1932, DNB 573931844.
- Zelt 27 wird niedergerissen. Zehn Männer in deutscher Not, Staackmann Verlag, Leipzig 1933, DNB 573932093.
- Wirst du einst Rekrut...! Der Alltag der deutschen Soldaten, miterlebt, niedergeschrieben und geknipst. Bachem, Köln 1935, DNB 573932085.
- Der Zug der Letzten: ein Tatsachenbericht aus dem Weltkrieg. Druck und Verlag W. Crüwell, Dortmund, 1936, DNB 573932107.
- Die Lene beißt sich durch. Ein deutsches Mädchen im Wirbel des Weltkrieges, Bagel, Düsseldorf 1936, DNB 579769585.
- Verdun. Das große Gericht, Bertelsmann, Gütersloh 1936, DNB 986044970.
- Moskau, Compiègne, Versailles. Erlebnisse eines deutschen Nachrichtenoffiziers, Bertelsmann, Gütersloh 1936, DNB 573931720.
- Revolver über der Stadt. Der Kampf um Mönchengladbach 1923. Völkischer Verlag, Mönchengladbach 1936, DNB 573931836.
- Eine Armee meutert. Frankreichs Schicksalsstunde 1917, Bertelsmann, Gütersloh 1937, DNB 573931526.
- Deutsche Tanks fahren in die Hölle, Bertelsmann, Gütersloh 1937, DNB 579769569.
- Nacht über Sibirien. Ein Deutscher entrinnt dem Geheimdienst des Zaren, Bertelsmann, Gütersloh 1937, DNB 1154002659.
- Das gefesselte Heer, Bertelsmann, Gütersloh 1938, DNB 573931631.
- Sturm 1918. Sieben Tage deutsches Schicksal, Bertelsmann, Gütersloh 1938, DNB 57393195X.
- „Wo bist du - Kamerad?“ : Fronterlebnisse unbekannter Soldaten, Essener Verlagsanstalt, Essen 1938, DNB 578404869. (online), 362 S.
- So sah ich Afrika. Mit Auto und Kamera durch unsere Kolonien, Bertelsmann, Gütersloh 1939, DNB 573931909.
- Dem Stacheldraht entronnen, Bertelsmann, Gütersloh 1939, DNB 579769623.
- O Straßburg, Bertelsmann, Gütersloh 1939, DNB 579769607.
- Tannenberg. Eine Armee wird zu Tode marschiert, Bertelsmann, Gütersloh 1939, DNB 573931976.
- Erschossen zu Nanzig. Das aufrechte Leben und heldenhafte Sterben eines deutschen Mannes, Straßburg, Hünenburg-Verlag, 1942, DNB 573931577.
- Nashörner kämpfen im Tal des Todes, Bertelsmann, Gütersloh 1943, DNB 573931933.
- Peter im Glück, Bertelsmann, Gütersloh 1943, DNB 986132004.
- Sisal. Das blonde Gold Afrikas. Die Tat des Dr. Hindorf, Bertelsmann, Gütersloh 1943, DNB 573931895.
- Atomstadt, Glöckner Verlag, Bonn 1949, DNB 451177150.
- Alle Schuld auf Erden, Glöckner Verlag, Bonn 1950, DNB 451177231.
- Das Mädchen ohne Stern, Spael, Essen 1951, DNB 451177193.[14]
- 44 Tage und Nächte. Der Westfeldzug 1940, Ventas Verlag, Stuttgart 1953, DNB 451177266.
- Mein amerikanischer Bruder : Die Geschichte einer unheimlichen Begegnung, Hestia, Bayreuth 1963, DNB 451177169.

### Neuausgaben
- Verdun. Das große Gericht, Augsburg: Bechtermünz 2000, ISBN 3-8289-0735-0.